# Bernhard Pieter Gesinus van Diggelen
Bernhard Pieter Gesinus van Diggelen (Middelburg, 31 januari 1815 - Statenzijl, 23 november 1868) was een Nederlands waterstaatkundig ingenieur en enige jaren politicus.
Bernhard van Diggelen was een zoon van hoofdingenieur Pieter van Diggelen en Anna Gesina Logemann. Hij volgde de middelbare school te Arnhem, waarna hij in het leger werd opgeleid als cadet van de waterstaat (tot 1830) en in de praktijk (1830-1832). In deze tijd reisde hij met zijn vader langs veel waterstaatswerken in Zeeland.

## Waterbouw (1)

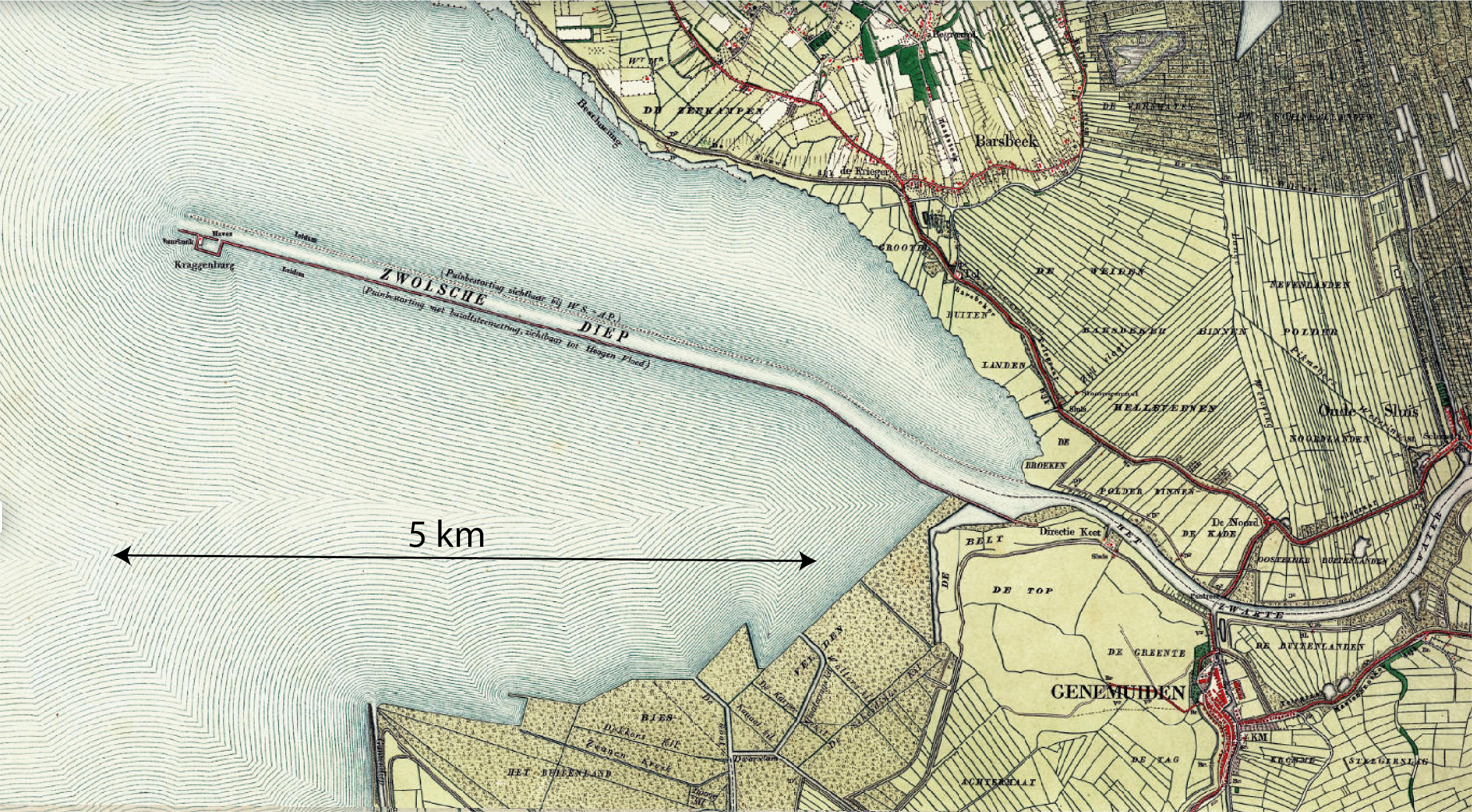
Locatie van het Zwolse Diep en Kraggenburg vanaf 1850 tot ca 1930

Hij volgde de ingenieursopleiding tussen 1832 en 1835 bij het in dat jaar geopende Koninklijk Instituut voor de Marine te Medemblik , waarna hij in 1835 door de invloed van zijn vader direct als aspirant-ingenieur zelfstandig aan de slag kon in Zwolle. Op dat moment werd het arrondissement Overijssel in twee delen gesplitst en Van Diggelen werd verantwoordelijk voor de zuidelijke helft. De IJssel bovenstrooms van Katerveer hoorde tot dit arrondissement. De monding van het Zwart Water (het Zwolse Diep) was in die tijd nogal problematisch. Het had bij gemiddelde waterstand slechts een diepte van 1,65 m. Met oostenwind was deze toegang zelfs voor kleine schepen niet bruikbaar. Daarom schreef de Overijselsche vereeniging tot ontwikkeling van provinciale welvaart in 1842 een prijsvraag uit over de vaardiepte tot 2,5 vergroot zou kunnen worden. Hoewel dit gebied niet tot zijn arrondissement hoorde, deed Van Diggelen wel mee aan de prijsvraag en hij werd met de prijs bekroond. Het ontwerp bestond uit de aanleg van twee lange armen van vijf en zes kilometer waartussen een geul zou komen die gedeeltelijk gebaggerd zou moeten worden, en gedeeltelijk door natuurlijk uitschuring op diepte zou moeten blijven. Gefinancierd zou dit moeten worden door de opbrengsten van een aanplant van biezen tussen de zuidelijke dam en de mondingen van de IJssel (Ganzendiep en Goot) en een heffing van tol voor schepen van meer dan 60 ton. De Maatschappij ter verbetering van de handelsweg over het Zwolsche diep vroeg hiervoor concessie aan, en deze maatschappij kreeg de concessie en benoemde Van Diggelen als ingenieur-directeur. Hij kreeg hiervoor verlof uit de rijksdienst van 1845-1858. Tijdens dit verlof werd hij nog wel gepromoveerd tot ingenieur 1e klasse (in 1852).

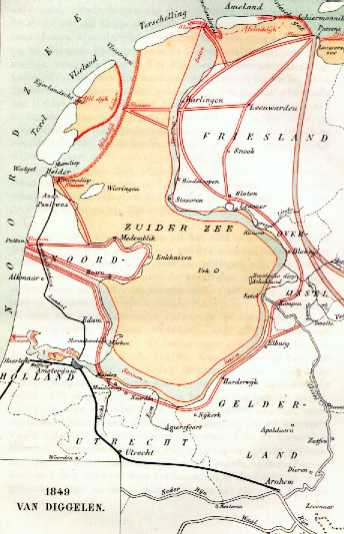
Plan Van Diggelen

Hij had in deze periode veel vrije tijd, die hij gebruikte om talrijke brochures te schrijven. Vermeldenswaardig is zijn plan voor de droogmaking van de Zuiderzee. Als uitvloeisel hiervan werd hij 1850 secretaris van een commissie voor de beoordeling van ontwerpen voor de droogmaking van de Lauwerszee (plannen van F. Groet en H.V. Geerligs) en in de periode daarna was hij secretaris van de commissie tot onderzoek van het bedijkingsvoorstel van de Lauwerszee. Op veel van deze publicaties kwam commentaar van derden, waarop hij weer een repliek schreef.
Hij maakte in 1861 een ontwerp voor de droogmaking van een veenplas in de polder Mastenbroek, de Koekoekspolder. Dit plan werd ook uitgevoerd. Er werd een stoomgemaal gebouwd en de Koekoek werd drooggemaakt zonder dat om de droogmakerij een dijk was aangelegd; alleen de op de veenplas uitkomende sloten werden gedicht. Van Diggelen was met het bestuur overeengekomen, dat hij betaald zou worden als de polder droog was, wat het geval was in de zeer droge zomer van 1868, maar in het najaar liep de polder door kwel vanuit Mastenbroek uit onder en het duurde nog 40 jaren voordat er een dijk gemaakt was en een beter stoomgemaal gebouwd was; pas toen was de Koekoek echt droog.
In 1858 werd hij hoofdingenieur te Middelburg en nam toen ontslag als directeur van de Zwolse Diepmaatschappij en trad weer in rijksdienst. Daarna volgde een politieke carrière. Aansluitend was hij hoofdingenieur te 's-Hertogenbosch (1864-1867) en Assen (1867-1868).

## Politiek
In 1844 werd Van Diggelen in de Stedelijke Raad van Zwolle gekozen (na 1851 gemeenteraad) en was raadslid tot 1855 (hij verhuisde in dat jaar naar Kampen), en van 1846 tot 1850 was hij lid van de Provinciale Staten van Overijssel voor Zwolle en later Ommen. Van 1859 tot 1864 was hij tevens lid van de Tweede Kamer der Staten-Generaal voor het district Goes (hij was inmiddels naar Zeeland verhuisd). Hij was in daarvoor al enkele malen door conservatieve politici verslagen bij een poging om gekozen te worden in de Kamer
Van Diggelen was een 'pragmatisch' liberaal, en trad meer op als deskundige dan politicus. Zo voerde hij met name het woord over de aanleg van de staatsspoorwegen en vooral over waterstaatswerken (aanleg Noordzeekanaal en Nieuwe Waterweg). Hij was een tegenstander van die plannen; bij het Noordezeekanaal was hij bang voor grote aanslibbing bij Pampus, bij de Nieuwe Waterweg omdat het plan veel duurder zou zijn dan geraamd. In beide gevallen bleek hij achteraf gelijk gehad te hebben. Maar de aanslibbing bij Pampus was geen probleem, omdat de scheepvaart naar Amsterdam via Pampus eigenlijk verviel en de meerkosten van de Nieuwe Waterweg werden goed gemaakt door de grotere economische opbrengsten voor de haven van Rotterdam
Zijn gezag nam hierdoor af, en hij stelde zich in 1864 niet herkiesbaar en keerde in 1864 terug in actieve dienst bij de waterstaat. In 1860 behoorde hij tot de meerderheid die tegen de begroting van Koloniën van minister Rochussen stemde.

## Waterbouw (2)
Toen hij besloten had zich niet meer herkiesbaar te stellen gaf hij bij de minister van Binnenlandse Zaken aan dat als er een vacature mocht ontstaan, hij weer bij de waterstaat zou willen werken. Deze ontstond in september 1864 door het overlijden van L. Rijsterborgh , en met ingang van 1 november van dat jaar werd van Diggelen weer in dienst gesteld. Hij werd hoofdingenieur in Noord-Brabant met standplaats 's-Hertogenbosch. Ook deze dienst was van vrij korte duur, want toen er in mei 1867 in Assen een vacature ontstond, kreeg van Diggelen het gedaan, om daar geplaatst te worden; hij werd daar verantwoordelijk voor Drenthe en Groningen.

## Privé
Op 30 december 1836 trouwde Van Diggelen met Geertruid van Berkum Bijsterbos. Hij overleed in 1868 'in her harnas' ten gevolge van een beroerte toen hij zich kwaad maakte tijdens een inspectie van een in herstelling zijnde sluis, de Statenzijl. Hij was de vader van het latere Kamerlid Pieter Johannes Gesinus van Diggelen.